# Bataille de Kerbala
 (août 2018).
 (décembre 2016).
Si vous disposez d'ouvrages ou d'articles de référence ou si vous connaissez des sites web de qualité traitant du thème abordé ici, merci de compléter l'article en donnant les références utiles à sa vérifiabilité et en les liant à la section « Notes et références ».
Pour la bataille de 2003, voir Bataille de Kerbala (2003).
La deuxième fitna
La bataille de Kerbala a eu lieu le 10 octobre 680 en Irak. La bataille opposait la puissante armée de Yazid Ibn Mu'awiyya au groupe des 72 partisans qui entouraient Hussein, fils d'Ali et petit-fils du prophète Mahomet.
Cette bataille est commémorée chaque année par les chiites, le 10 de mouharram, au cours de célébrations qui reçoivent le nom de Achoura.

## Les prémices
En 680, à la mort de Mu`âwiya, le nouveau calife omeyyade Yazid Ier s'est vu refuser le serment d'allégeance de la part de quatre personnes : Hussein fils d'Ali, Abd Allah ben az-Zubayr, `Abd Allah fils d'Umar et  Abd ar-Rahman fils d'Abu Bakr.
Alors que Hussein se trouve à La Mecque, les habitants de Koufa l'invitent à les rejoindre. Par prudence, il y envoie en éclaireur son cousin Moslim ibn Aghil. Les habitants de Koufa viennent en nombre faire allégeance à Hussein auprès de Muslim ben Aqil et insistent pour que Hussein les rejoigne. Le calife intime l'ordre à Ubayd Allah ben Ziyad de réprimer l'agitation provoquée par la popularité grandissante de Hussein à Koufa. Ubayd Allah, qui est à Bassora, confie la ville à son frère Uthman et part pour Koufa. Il arrête Muslim ben Aqil et le fait décapiter en public. Par peur, les habitants de Koufa se rallient alors à Yazid. 
Hussein ignore les évènements qui se déroulent à Koufa. Il part de la Mecque pour Koufa avec toute sa famille, excepté une de ses filles. Ubayd Allah est prévenu du départ d’Hussein et part à sa rencontre. Hussein campe près d'Al-Qâdisiyya. Des habitants de Koufa lui rapportent ce qui vient de se passer afin de le mettre en garde. Hussein évite donc Koufa et arrive à Kerbala. Sentant la fin et se rappelant des larmes du Prophète quand il parlait de cette région, il demande aux hommes de la famille d'établir le campement.  
L'armée conduite par Ubayd Allah rencontre le groupe mené par Hussein à Kerbala. Ubayd Allah exige que Hussein prête serment d'allégeance à Yazîd, mais il refuse la requête. L'armée de Yazid coupe alors l'accès à l'eau aux partisans et à la famille de Hussein. Pendant cette journée, Hussein prépare ses armes pour le combat. Il est accompagné de 72 partisans et membres de sa famille.

## Récit de la bataille
Le soir du 9 Moharram, Hussein charge Abbas de négocier un ultime délai. L'Imam et ses compagnons pourraient ainsi jouir d'une dernière nuit pour se préparer au martyre. Le campement de Hussein étant privé d'eau depuis trois jours, les femmes et surtout les enfants souffraient terriblement de la soif.
Avant que la bataille ne s'engage, Hussein essaye une dernière fois de raisonner les assaillants, dans l'espoir d'éviter le massacre. Il leur rappelle les milliers de messages qui lui sont envoyés pour l'inviter à venir en Irak et prêter serment d'allégeance pour défendre à ses côtés le Message de l'Islam. Mais en vain. Il avance encore un peu son cheval, plus près de l'armée Omayyade. Il lève le Coran et dit : « Soldats de Yazid ! Nous avons en commun le Livre de Dieu et la Sounna de mon grand-père, le Messager de Dieu ! ».
Alors Hussein s'adresse à Umar ibn Saâd (en), le commandant de l'armée de Yazid : « Omar ! Tu veux me tuer pour que celui qui a usurpé le Califat te nomme Gouverneur de la moitié de la Perse. Par Dieu ! Tu n'auras pas ce plaisir. Fais-moi ce que tu comptes me faire. Mais je te jure que jamais après ma mort tu ne connaîtras de joie, ni dans ce monde, ni dans l'autre ! ».
Hussein avait pris soin de protéger l’arrière de son campement par une tranchée à laquelle il avait mis le feu pour être à l’abri de toute surprise et préserver la vie des femmes et des enfants d’une agression imminente.
Shimr ibn Dhil-Jawshan en voyant ces flammes, cria à l’adresse de Hussein, sur un ton provocateur : « O Hussein ! Tu es pressé de voir le feu avant le jour de la Résurrection ! ».
« Tu y as plutôt la priorité », rétorque Hussein.
Muslim ibn Awsaja (en), un des compagnons de ce dernier, veut lancer une flèche sur Chemr, mais Hussein s’y oppose en lui disant : « Ne tire pas sur lui, car je n’aimerais pas commencer les hostilités moi-même ».
Hussein entreprend l’organisation de la défense de son campement et la répartition de ses hommes à leurs postes respectifs. Il laisse le commandement du flanc droit à Zuhair ibn Qayn (en), et de celui du flanc gauche à Habib ibn Mazaher, et reste lui-même ainsi que sa famille au milieu. Il confie l’étendard à son frère Abbas ibn Ali. 
La petite troupe de Hussein se prépare au combat contre une armée bien plus nombreuse. Hussein tente de ramener à la raison les opposants et leur rappelle que c'était à l'invitation des habitants de l'Irak qu'il était parti pour Koufa et il leur montre la lettre.

## Philosophie du soulèvement de Hussein ibn Ali
Hussein ibn Ali, dans une lettre adressée à son frère Muhammad ibn al-Hanafiya ainsi que dans d'autres occasions, évoque les raisons de son départ de Médine, de son refus du pouvoir de Yazid, et de sa révolte contre lui. Il y explique le sens de son mouvement et les fondements de sa confrontation avec le nouveau régime omeyyade : « Je ne me suis pas insurgé de gaieté de cœur, ni pour une quelconque insatisfaction personnelle, ni par subversion ni injustement. Je me suis soulevé pour réformer l'Umma de mon grand-père, le Messager de Dieu, pour commander le bien et interdire le mal, et pour suivre les traces de mon grand-père et de mon père... ».

## Conséquences
La bataille de Kerbala est le lieu du martyre de Hussein et de sa famille. Si 'Alî Zayn Al 'Âbidîn n'avait pas réchappé au massacre, une partie de la descendance de Mahomet, via son petit-fils Hussein, se serait éteinte à jamais. Également présent, Al-Hassan, un des fils de l'imam Hassan, survécut de justesse grâce à son oncle maternel Asma' bin Kharijah Fazari.  
On relèvera que tous les Omeyyades ne sont pas aussi honnis que Yazid : par exemple l'imam Ash-Shâfi'î voit dans Umar ibn Abd al-Aziz,  cinquième calife bien guidé , tandis que Shah Waliullah ad-Dehlawi voit en lui le mujaddid du premier siècle de l'hégire. 
La théologie chiite duodécimaine va développer un martyrologe complètement absent du sunnisme et d'autres formes de chiisme comme le zaydisme (un chiisme essentiellement politique avec une forte consonance révolutionnaire). Durant le mois de mouharram, une forme de  mortification va s’installer au sein de certains duodécimains : défilés commémoratifs, reconstitutions de batailles, auto-flagellations, etc. . 
Une forme théâtrale originale, le tazieh, va se développer aussi autour des événements de Kerbala.